# Clematis glaucophylla
Clematis glaucophylla là một loài thực vật có hoa trong họ Mao lương. Loài này được Small mô tả khoa học đầu tiên năm 1897.